# Ryszard Przybysz
Ryszard Stanisław Przybysz, född den 8 januari 1950 i Koło i Polen, död 2002 i Łódź i Polen, var en polsk handbollsspelare.
Han tog OS-brons i herrarnas turnering i samband med de olympiska handbollstävlingarna 1976 i Montréal.